# 皇家之路 (布拉格)

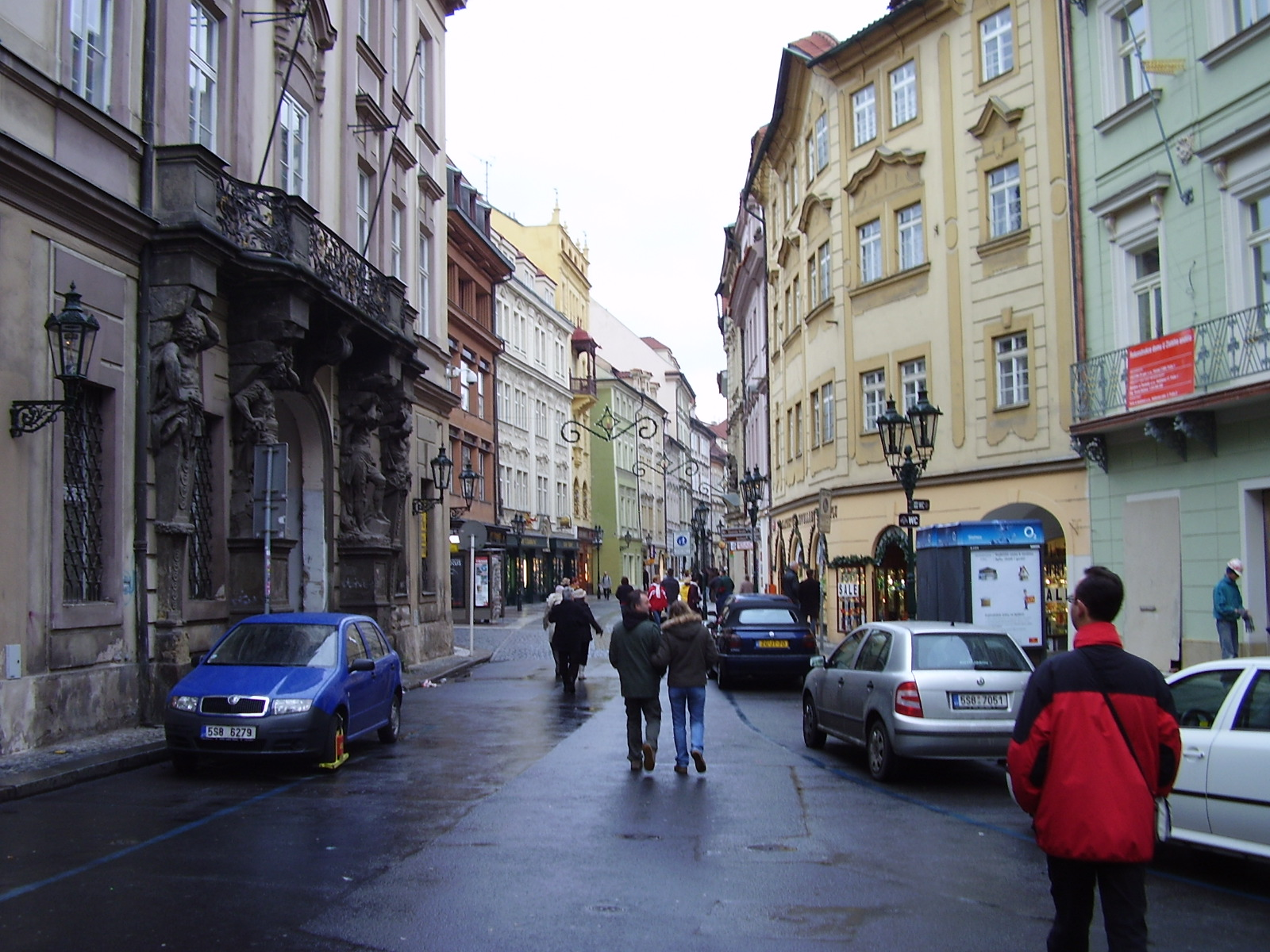
采莱特纳街

皇家之路（Královská cesta）是穿越捷克首都布拉格历史中心区一条路线的名称，是历史上中欧君主们前去加冕时的行走路线。这条路线始于Králův dvůr（国王法院），在今日的火药塔（Prašná brána），即今日市民会馆（Obecní dům）的所在地。然后经过采莱特纳街，通过老城广场和小广场，查理街（Karlova ulice），克萊門特學院附近街道，通过十字军广场和查理大桥，桥街（Mostecká ulice）到小城广场，聂鲁达街和布拉格城堡，并通过城堡广场到达圣维特主教座堂。这条线路在17世纪稳定为今天的样子。在17世纪皇家之路通往波霍雷莱茨（Pohořelec），那时还没有今天的城堡街（ulice Ke Hradu）。

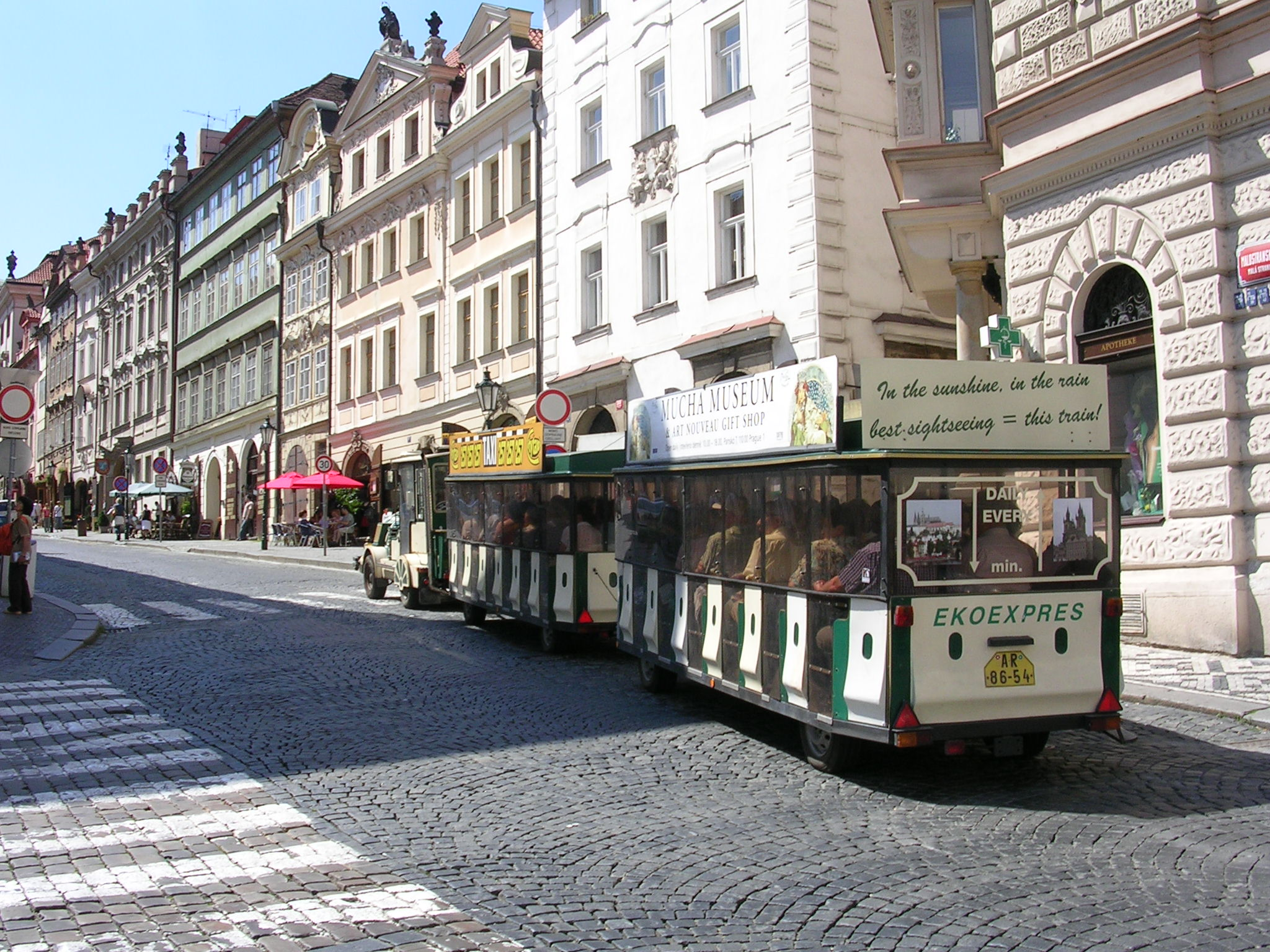
聂鲁达街

第一位经过这条路线前去加冕的君主是1438年的阿尔布雷希特二世，而最后一位君主是1836年的奥地利皇帝斐迪南一世。仪式上包括各国使节和来自外国的嘉宾。哈布斯堡皇帝的遗体也会经过这里前去保存。1729年约翰·内波穆克的封圣游行也经过此处。这条路线被装饰起来，道路禁止通行，各行会、学校、修会、军队和其他团体的代表聚集于路上，用钟、音乐、唱歌和鸣枪来发出各种声响。
今天，皇家之路是布拉格的中心区主要的旅游路线。